# Mistrzostwa Polski Par Klubowych na Żużlu 2005
Mistrzostwa Polski Par Klubowych na Żużlu 2005 – zawody żużlowe, mające na celu wyłonienie medalistów mistrzostw Polski par klubowych w sezonie 2005. Rozegrano trzy turnieje eliminacyjne oraz finał, w którym zwyciężyli zawodnicy Stali Rzeszów.

## Finał
- Wrocław, 18 września 2005
- Sędzia: Ryszard Bryła

| Miejsce | Kluby                       | Suma  | Zawodnicy                                            | Punkty                                           |
| ------- | --------------------------- | ----- | ---------------------------------------------------- | ------------------------------------------------ |
| złoto   | Marma Polskie Folie Rzeszów | 24 +3 | Maciej Kuciapa Dariusz Śledź Tomasz Rempała          | 8 (d,2,2,2,0,2) 16 +3 (3,3,3,1,3,3) ns           |
| srebro  | Budlex Polonia Bydgoszcz    | 24 +2 | Piotr Protasiewicz Robert Sawina Krystian Klecha     | 10 (1,2,2,w,2,3) 14 +2 (3,3,3,2,1,2) ns          |
| brąz    | KM Intar Ostrów Wlkp.       | 22    | Michał Szczepaniak Tomasz Jędrzejak Piotr Dym        | 10 (2,2,2,0,1,3) 12 (w,3,3,1,3,2) ns             |
| 4       | Atlas Wrocław               | 20    | Krzysztof Słaboń Piotr Świderski Robert Miśkowiak    | 12 (2,1,–,3,3,3) 3 (3,0,0,0,–,–) 5 (–,–,1,–,2,2) |
| 5       | Apator Adriana Toruń        | 19    | Wiesław Jaguś Mariusz Puszakowski Karol Ząbik        | 12 (1,3,2,3,2,1) 2 (2,–,–,–,–,–) 5 (–,1,3,1,0,0) |
| 6       | Mars RTV AGD Gorzów Wlkp.   | 9     | Piotr Paluch Paweł Hlib Krzysztof Pecyna             | 4 (1,2,0,1,0,0) 0 (d,w,–,–,–,–) 5 (–,–,1,2,1,1)  |
| 7       | Unia Leszno                 | 8     | Krzysztof Kasprzak Łukasz Jankowski Norbert Kościuch | 5 (1,t,1,3,d,–) 2 (0,1,–,0,–,1) 1 (–,–,0,–,1,0)  |